# Júnior Amorim
Misomar Rodrigues de Amorim Júnior, mais conhecido como Júnior Amorim (Belém do Pará, 3 de outubro de 1972), é um ex-futebolista e treinador brasileiro que atuava como atacante. Atualmente comanda o Cametá Sport Club.

## Carreira

### Como jogador
Júnior Amorim começou sua carreira em 1991 na base do Vasco da Gama, onde teve uma passagem rápida e sem muitas atuações. , após sair do Vasco, Júnior atuou pelo Passo Fundo em 1992 antes de se transferir para o hoje extinto Royal Mouscron em 1993, retornando no mesmo ano para o Sampaio Corrêa.
Em 1998 foi bicampeão com Sampaio Corrêa do Campeonato Maranhense além de vencer a Copa Norte de 1998. Em 1999 começou a temporada no Ceará vencendo o Campeonato Cearense e em seguida ganhou mais destaque no ABC de Natal
Em 2000 atuou no futebol Paulista pelo União São João e Portuguesa. No ano seguinte, iniciou a temporada no Fortaleza, passou pelo Sport e terminou o ano retornando ao União São João. 
Em 2002 iniciou a temporada no Náutico, se transferindo em seguida para um dos rivais do clube, o Santa Cruz, onde foi artilheiro do campeonato estadual. No Início de 2003 continua no futebol Pernambucano, retornando ao Sport Club do Recife e encerra a temporada no Paysandu, jogando profissionalmente em uma equipe do Pará pela primeira vez na sua carreira.
Em 2004 começou o ano jogando no CRB de Alagoas, mas acabou rumando para o Clube do Remo e sendo campeão do Campeonato Paraense invicto daquele ano, sendo fundamental na conquista da equipe. No ano seguinte continuou a jogar pelo Remo e em seguida atuou pelo Treze da Paraíba. Em 2006 retornou ao CRB e se destacou na Série B de 2007, onde marcou 15 gols, ajudando a equipe a terminar em 8° colocado. Após o fim da Série B, se transferiu para o America do Rio de Janeiro. 
Em 2008, retornou ao CRB e mesmo com o clube tendo ficado de fora da final do Campeonato Alagoano, Júnior Amorim conseguiu ser o artilheiro da competição e ainda levou o prêmio de Craque do Campeonato. No mesmo ano, ingressou na carreira política, lançando-se candidato a vereador em Maceió, pelo PT do B.
Em 2009 iniciou a temporada no Madureira e também atuou pelo CSA (arquirrival do CRB). Pelo CSA, Júnior Amorim também obteve muito destaque e marcou o gol que eliminou o Santos em plena Vila Belmiro, na vitória azulina por 1x0 em partida válida pela segunda fase da Copa do Brasil de 2009. Nesse mesmo ano marcou diversos gols pelo Campeonato Alagoano, mas não foram suficientes para evitar o rebaixamento da equipe. Encerrou aquele ano atuando pelo Coruripe também de Alagoas. No ano seguinte retornou ao CSA tendo em seguida rumado novamente ao rival CRB.
Em 2011 atuou novamente pelo Coruripe, chegando ao Independente de Tucuruí em 2012. Após passar o ano de 2013 sem atuar, retornou ao futebol em 2014, jogando pelo Murici e encerrou a carreira no Sport Club Santa Rita, ambos de Alagoas.

### Como treinador
Júnior Amorim iniciou sua carreira como treinador em 2016 no Pinheirense de Icoaraci, onde também conquistou seu primeiro título como técnico, o Campeonato Paraense da Segunda Divisão (também conhecida como "Segundinha") e de forma invicta, garantido ao clube uma vaga no Campeonato Paraense de 2017.
No Parazão de 2017, o Pinheirense teve uma campanha fraquíssima, com uma vitória, dois empates e sete derrotas, acabou sendo rebaixado novamente para a segunda divisão Paraense.
Em 2018 esteve no comando técnico do Independente de Tucuruí (primeiro clube onde atuou como jogador e treinador), no entanto, disputou apenas dois jogos e sendo demitido em seguida. No mesmo ano, comandou a Tuna Luso Brasileira no Paraense da Segunda Divisão com o objetivo de colocar o clube novamente na primeira divisão Paraense, no entanto, sem sucesso.
Em 2019 comandou o São Francisco de Santarém, mas sem grande destaque, tendo em seguida rumado para o Sampaio Corrêa para ser auxiliar técnico. No ano seguinte continuou como auxiliar da equipe até a saída do técnico João Brigatti, onde, assumiu a equipe interinamente e foi campeão do Campeonato Maranhense de 2020, sendo o maior feito de sua carreira como treinador.
Em 2021 treinou o rival do Sampaio Corrêa, o Moto Club. Em seguida, esteve no comando técnico do Pedreira da Ilha Mosqueiro, onde chegou nas semifinais da segunda divisão do Campeonato Paraense daquele ano, perdendo o acesso para Amazônia Independente, clube recém criado no Pará naquela temporada.
Em 2022 assumiu o Tapajós após a saída do técnico Robson Melo. Ao fim do Campeonato Paraense, deixou o comando do Tapajós e dirigiu o Guarany de Sobral sem grande destaque.
Em 2023 comandou o Bragantino no Parazão 2023, onde fez campanha abaixo do esperado, se livrando do rebaixamento na última rodada.

## Títulos
Sampaio Corrêa
- Campeonato Maranhense: 1997 e 1998
- Copa Norte: 1998

Ceará
- Campeonato Cearense: 1999

ABC
- Campeonato Potiguar: 1999

Fortaleza
- Campeonato Cearense: 2001

Sport
- Campeonato Pernambucano: 2003

Remo
- Campeonato Paraense: 2004

### Como Treinador
Pinheirense
- Campeonato Paraense (Série A2): 2016 (invicto)

## Artilharia
Sampaio Corrêa
- Copa Norte: 1998 (6 gols).

Santa Cruz
- Campeonato Pernambucano: 2002 (13 gols).

CRB
- Campeonato Alagoano: 2008 (15 gols).

Curiosidade: Júnior Amorim é o maior artilheiro do CRB em brasileiros com 42 gols.